# Inglorious
Inglorious est un groupe de hard rock anglais. Formé en 2014 à Londres, le groupe est mené par Nathan James, qui a aussi joué avec Trans-Siberian Orchestra et le guitariste de Scorpions Uli Jon Roth sur l'album Scorpions revisited. Nathan James s'est fait connaître notamment via les émissions télévisées The Voice et Superstar. Après les albums Inglorious (2016) et Inglorious II (2017), leur troisième album III - Ride to nowhere est annoncé pour le 25 janvier 2019.

## Historique

### Inglorious
Le groupe se forme en février 2014 quand le chanteur Nathan James, qui s'est fait connaître par des émissions télévisées et des collaborations avec le Trans-Siberian Orchestra et Uli Jon Roth sur l'album Scorpions revisited, cherche des musiciens pour monter son groupe. Il s'associe avec le guitariste rythmique Wil Taylor, le guitariste Drew Lowe, le bassiste Colin Parkinson et le batteur Phil Beaver.
Après avoir attiré l'attention sur Youtube avec leur reprise live de la chanson Burn de Deep Purple, Drew Lowe quitte le groupe et est remplacé par le guitariste de Birmingham Jack Edwards. Il s'en sépare rapidement et est remplacé par le guitariste suédois Andreas Eriksson. Andreas rejoint le groupe quelques semaines avant l'enregistrement du premier album éponyme du groupe, Inglorious, sorti le 19 février 2016. Certains des morceaux sont co-écrits avec des musiciens expérimentés comme Al Pitrelli (Megadeth, Alice Cooper, Trans-Siberian Orchestra), Joel Hoekstra (Night Ranger, Whitesnake) et Neil Fairclough (Queen).
L'album se place 91e au Top 100 des albums en Suisse août 2016, et 45e au Top 75 des albums au Royaume-Uni en septembre 2016.
Le groupe fait une tournée européenne avec The Winery Dogs en février 2016 et avec Steel Panther à l'automne 2016.

### Inglorious II
À la fin de la tournée, le 17 décembre 2016, Wil Taylor annonce via Instagram qu'il quitte le groupe après avoir écrit et enregistré le deuxième album[réf. souhaitée]. C'est Drew Lowe, un des guitaristes à l'origine du groupe, qui le remplace.
Le deuxième album du groupe, Inglorious II, sort le 12 mai 2017. Il est mixé par Kevin Shirley, producteur connu pour avoir travaillé avec de grands noms du rock comme Iron Maiden, Led Zeppelin ou encore Dream Theater. L'album arrive en 1e place du classement britannique des albums Rock & Metal, et est suivi d'une tournée européenne passant par le Hellfest 2017.

### III - Ride to nowhere
En octobre 2018, après avoir enregistré le 3e album, Colin Parkinson, Andreas Eriksson et Drew Lowe quittent le groupe et sont remplacés par Vinnie Colla, Dan Stevens et Danny Dela Cruz.
L'album III - Ride to nowhere sortira le 25 janvier 2019 et sera suivi d'une tournée au Royaume-Uni, en Allemagne, aux Pays-Bas et en France.

### We will rideetHeroines
Inglorious sortent en 2021 deux albums: L'album We will ride qui sort le 12 février 2021 et Heroines le 10 septembre 2021. Ce dernier est constitué de reprises consacrées entièrement à des artistes féminines, tandis que le précédent We will ride contient des compositions originales du groupe.
A noter que Jeff Scott Soto est invité à chanter sur le titre Bring me to Life (reprise d'Evanescence) sur l'album Heroines.

## Influences
Les influences des membres d'Inglorious sont inspirées des groupes de hard rock des années 1970 comme Deep Purple, Led Zeppelin, Whitesnake, Bad Company, Aerosmith et Rolling Stones.

## Membres

### Membres actuels
- Nathan James (chant) (2014 – présent)
- Phil Beaver (batterie) (2014 – présent)
- Danny Dela Cruz (guitare) (2018 – présent)
- Dan Stevens (2e guitare) (2018 – présent)
- Vinnie Colla (basse) (2018 – présent)

### Anciens membres
- Drew Lowe (guitare rythmique) (2014, 2017 – 2018)
- Colin Parkinson (basse) (2014 – 2018)
- Wil Taylor (guitare rythmique) (2014 – 2016)
- Jack Edwards (guitare rythmique) (2015)
- Andreas Eriksson (guitare) (2015 – 2018)